# RTCP
RTCP (на английски: Real-Time Control Protocol – Протокол за контрол в реално време) е мрежов протокол, подпомагащ прилагането на RTP протокола. Той е специфизиран в RFC 3550 (който премахва RFC 1889). Предоставя текуща информация за качеството на комуникацията на RTP протокола, като също така помага и за пакетирането на пакети с данни, но сам по себе си не пренася данни – т.е. неговото главно предназначение е предоставянето на текуща информация за качеството на услугата на RTP протокола.